# Presidente Alves
Presidente Alves is een gemeente in de Braziliaanse deelstaat São Paulo. De gemeente telt 4.517 inwoners (schatting 2009).